# Championnats d'Europe de lutte 2024
Navigation
Édition précédente Édition suivante
Les Championnats d'Europe de lutte 2024 se déroulent du 12 au 18 février 2024 à Bucarest, en Roumanie.
Les délégations Biélorusse et Russe sont toujours bannies de la compétition à cause de l'invasion de l'Ukraine par la Russie en 2022 mais peuvent concourrir sous conditions sous bannière neutre (INA). Malgré l'accord de la fédération international, plusieurs lutteurs se sont vus refuser leur visa à l'aéroport de Bucarest.

## Podiums

### Hommes

#### Lutte libre
| Épreuves | Or                       | Argent                           | Bronze                 |
| -------- | ------------------------ | -------------------------------- | ---------------------- |
| 57 kg    | Arsen Harutyunyan        | Muhammet Karavuş                 | Islam Bazarganov       |
| 57 kg    | Arsen Harutyunyan        | Muhammet Karavuş                 | Roberti Dingashvili    |
| 61 kg    | Abasgadzhi Magomedov INA | Zelimkhan Abakarov               | Nuraddin Novruzov      |
| 61 kg    | Abasgadzhi Magomedov INA | Zelimkhan Abakarov               | Mezhlum Mezhlumyan     |
| 65 kg    | Islam Dudaev             | Gadzhimurad Rashidov INA         | Andre Clarke           |
| 65 kg    | Islam Dudaev             | Gadzhimurad Rashidov INA         | Ali Rahimzade          |
| 70 kg    | Arman Andreasyan         | Akaki Kemertelidze               | Ramazan Ramazanov      |
| 70 kg    | Arman Andreasyan         | Akaki Kemertelidze               | Ismail Musukaev        |
| 74 kg    | Tajmuraz Salkazanov      | Soner Demirtaş                   | Turan Bayramov         |
| 74 kg    | Tajmuraz Salkazanov      | Soner Demirtaş                   | Imam Ganishov INA      |
| 79 kg    | Akhmed Usmanov INA       | Mahamedkhabib Kadzimahamedau INA | Avtandil Kentchadze    |
| 79 kg    | Akhmed Usmanov INA       | Mahamedkhabib Kadzimahamedau INA | Frank Chamizo          |
| 86 kg    | Dauren Kurugliev         | Myles Amine                      | Osman Göçen            |
| 86 kg    | Dauren Kurugliev         | Myles Amine                      | Arsenii Dzhioev        |
| 92 kg    | Feyzullah Aktürk         | Boris Makojev                    | Magomed Kurbanov INA   |
| 92 kg    | Feyzullah Aktürk         | Boris Makojev                    | Miriani Maisuradze     |
| 97 kg    | Givi Matcharashvili      | Magomedkhan Magomedov            | Vladislav Baitcaev     |
| 97 kg    | Givi Matcharashvili      | Magomedkhan Magomedov            | İbrahim Çiftçi         |
| 125 kg   | Taha Akgül               | Geno Petriashvili                | Alen Khubulov          |
| 125 kg   | Taha Akgül               | Geno Petriashvili                | Giorgi Meshvildishvili |

#### Lutte gréco-romaine
| Épreuves | Or                 | Argent                  | Bronze                    |
| -------- | ------------------ | ----------------------- | ------------------------- |
| 55 kg    | Artiom Deleanu     | Rashad Mammadov         | Denis Mihai               |
| 55 kg    | Artiom Deleanu     | Rashad Mammadov         | Manvel Khachatryan        |
| 60 kg    | Nihat Mammadli     | Victor Ciobanu          | Sadyk Lalaev INA          |
| 60 kg    | Nihat Mammadli     | Victor Ciobanu          | Răzvan Arnăut             |
| 63 kg    | Murad Mammadov     | Oleksandr Hrushyn       | Edmond Nazaryan           |
| 63 kg    | Murad Mammadov     | Oleksandr Hrushyn       | Anvar Allakhiarov INA     |
| 67 kg    | Hasrat Djafarov    | Ruslan Bichurin INA     | Abu Muslim Amaev          |
| 67 kg    | Hasrat Djafarov    | Ruslan Bichurin INA     | Murat Fırat               |
| 72 kg    | Selçuk Can         | Ulvi Ganizadé           | Narek Oganian INA         |
| 72 kg    | Selçuk Can         | Ulvi Ganizadé           | Parviz Nasibov            |
| 77 kg    | Malkhas Amoyan     | Yunus Emre Başar        | Iuri Lomadze              |
| 77 kg    | Malkhas Amoyan     | Yunus Emre Başar        | Adlet Tiuliubaev INA      |
| 82 kg    | Alperen Berber     | Islam Aliev INA         | Gela Bolkvadze            |
| 82 kg    | Alperen Berber     | Islam Aliev INA         | Yaroslav Filchakov        |
| 87 kg    | Aleksandr Komarov  | Ali Cengiz              | Kiryl Maskevich INA       |
| 87 kg    | Aleksandr Komarov  | Ali Cengiz              | Zhan Beleniuk             |
| 97 kg    | Artur Aleksanyan   | Magomed Murtazaliev INA | Abubakar Khaslakhanau INA |
| 97 kg    | Artur Aleksanyan   | Magomed Murtazaliev INA | Kiril Milov               |
| 130 kg   | Sergey Semenov INA | Rıza Kayaalp            | Beka Kandelaki            |
| 130 kg   | Sergey Semenov INA | Rıza Kayaalp            | Danila Sotnikov           |

### Femmes

#### Lutte féminine
| Épreuves | Or                       | Argent              | Bronze               |
| -------- | ------------------------ | ------------------- | -------------------- |
| 50 kg    | Mariya Stadnik           | Evin Demirhan Yavuz | Miglena Selishka     |
| 50 kg    | Mariya Stadnik           | Evin Demirhan Yavuz | Milana Dadasheva INA |
| 53 kg    | Vanesa Kaladzinskaya INA | Jonna Malmgren      | Maria Prevolaraki    |
| 53 kg    | Vanesa Kaladzinskaya INA | Jonna Malmgren      | Zeynep Yetgil        |
| 55 kg    | Andreea Ana              | Mariana Drăguțan    | Roksana Zasina       |
| 55 kg    | Andreea Ana              | Mariana Drăguțan    | Anastasia Blayvas    |
| 57 kg    | Iryna Kurachkina INA     | Evelina Nikolova    | Anhelina Lysak       |
| 57 kg    | Iryna Kurachkina INA     | Evelina Nikolova    | Solomiia Vynnyk      |
| 59 kg    | Alyona Kolesnik          | Alina Filipovych    | Patrycja Gil         |
| 59 kg    | Alyona Kolesnik          | Alina Filipovych    | Alesia Hetmanava INA |
| 62 kg    | Grace Bullen             | Luisa Niemesch      | Veranika Ivanova INA |
| 62 kg    | Grace Bullen             | Luisa Niemesch      | Yuliya Tkach         |
| 65 kg    | Iryna Koliadenko         | Kateryna Zelenykh   | Irina Rîngaci        |
| 65 kg    | Iryna Koliadenko         | Kateryna Zelenykh   | Elis Manolova        |
| 68 kg    | Buse Tosun Çavuşoğlu     | Tetiana Rizhko      | Adéla Hanzlíčková    |
| 68 kg    | Buse Tosun Çavuşoğlu     | Tetiana Rizhko      | Mimi Hristova        |
| 72 kg    | Nesrin Baş               | Alexandra Anghel    | Wiktoria Chołuj      |
| 72 kg    | Nesrin Baş               | Alexandra Anghel    | Yuliana Yaneva       |
| 76 kg    | Yasemin Adar Yiğit       | Anastasiia Osniach  | Enrica Rinaldi       |
| 76 kg    | Yasemin Adar Yiğit       | Anastasiia Osniach  | Bernadett Nagy       |

## Tableau des médailles
- Pays organisateur ( Hongrie)

| Rang  | Nation                       | Or | Argent | Bronze | Total |
| ----- | ---------------------------- | -- | ------ | ------ | ----- |
| 1     | Turquie                      | 7  | 6      | 4      | 17    |
| –     | Athletes Individuels Neutres | 5  | 5      | 11     | 21    |
| 2     | Azerbaïdjan                  | 5  | 3      | 8      | 16    |
| 3     | Arménie                      | 4  | 0      | 2      | 6     |
| 4     | Ukraine                      | 1  | 4      | 5      | 10    |
| 5     | Géorgie                      | 1  | 2      | 5      | 8     |
| 6     | Roumanie                     | 1  | 2      | 2      | 5     |
| 7     | Maldives                     | 1  | 2      | 1      | 4     |
| 8     | Albanie                      | 1  | 1      | 0      | 2     |
| 8     | Slovaquie                    | 1  | 1      | 0      | 2     |
| 10    | Grèce                        | 1  | 0      | 1      | 2     |
| 11    | Norvège                      | 1  | 0      | 0      | 1     |
| 11    | Serbie                       | 1  | 0      | 0      | 1     |
| 13    | Bulgarie                     | 0  | 1      | 8      | 9     |
| 14    | Allemagne                    | 0  | 1      | 2      | 3     |
| 15    | Saint-Marin                  | 0  | 1      | 0      | 1     |
| 15    | Suède                        | 0  | 1      | 0      | 1     |
| 17    | Pologne                      | 0  | 0      | 4      | 4     |
| 18    | Hongrie                      | 0  | 0      | 3      | 3     |
| 18    | Italie                       | 0  | 0      | 3      | 3     |
| 20    | Tchéquie                     | 0  | 0      | 1      | 1     |
| Total | Total                        | 30 | 30     | 30     | 30    |